# جيفري ريدايك
جيفري ريدايك (بالهولندية: Jeffrey Rijsdijk)‏ (12 سبتمبر 1987 بروتردام في هولندا - ) هو لاعب كرة قدم هولندي في مركز الوسط. لعب مع سبارتا روتردام وغو أهد إيغلز ونادي دوردريخت ونادي غرونينغن.

## روابط خارجية
- جيفري ريدايك على موقع قاعدة بيانات كرة القدم.إي يو (الإنجليزية)
- جيفري ريدايك على موقع Soccerway.com (الإنجليزية)
- جيفري ريدايك على موقع عالم كرة القدم.نت (الإنجليزية)